# Sora invizibilă
Sora invizibilă este un film original Disney, bazat pe cartea Sora mea invizibilă de Beatrice Colin și Sara Pinto. Filmul îl are ca regizor pe Paul Hoen și pe starurile Rowan Blanchard și Paris Berelc. Filmul este focusat pe o studentă care face ca sora ei să devină invizibilă datorită unui experiment eșuat. Premiera a avut loc pe 9 octombrie 2015 și a fost văzută de 4 milioane de oameni.
În România premiera are loc pe 13 februarie 2016.

## Personaje
- Rowan Blanchard ca Cleo
- Paris Berelc ca Molly
- Karan Brar ca George, cel mai bun prieten și coleg al lui Cleo
- Rachel Crow ca Nikki,cea mai bună prietenă și colegă a lui Molly
- Alex Désert ca Mr. Perkins,profesorul de științe din liceul  lui Cleo
- Will Meyers ca Carter
- Austin Fryberger ca Coug, iubitul lui Molly.

## Producție
Filmul a fost anunțat oficial pe 9 ianuarie 2015 împreună cu Rowan Blanchar și Paris Berelc ca Cleo,respectiv Molly. Pe 27 februarie,Karan Brar,Rachel Crow și Austin Fryberger sunt George,Nikki și Coug. Filmarea a început în februarie 2015 și sa terminat în aprilie 2015,în New Orleans.

## Audiență
Filmul a fost văzut de 4 milioane de oameni în premieră,ajungând pe locul 3 al celui mai vizionat din seara aia.Iar reluarea a avut loc în dimineața următoare,aducând în fața televizoarelor peste 2 milioane de oameni.

## Transmisiuni internaționale
| Țara | Canal                        | Data              | Titlul filmului           |
| --- | ---------------------------- | ----------------- | ------------------------- |
| Statele Unite ale Americii | Disney Channel               | 9 octombrie 2015  | Invisible Sister          |
| Canada | Disney Channel Canada        | 9 octombrie 2015  | Invisible Sister          |
| Marea Britanie si Irlanda | Disney Channel UK și Irlanda | 23 octombrie 2015 | Invisible Sister          |
| Israel | Disney Channel Israel        | 10 decembrie 2015 | שקוף שזאת אחותי           |
| Mexic Argentina Bolivia Chile Columbia Ecuador El Salvador Guatemala Honduras Nicaragua Panama Paraguay Peru Republica Dominicană Uruguay Venezuela Costa Rica | Disney Channel Latinoamérica | 10 ianuarie 2015  | Invisible Sister          |
| Brazilia | Disney Channel Brasil        | 10 ianuarie 2015  | Minha Irmã Invisível      |
| România | Disney Channel România       | 13 februarie 2016 | Sora Invizibilă           |
| Bulgaria | Disney Channel Bulgaria      | 13 februarie 2016 | Моята невидима сестра     |
| Ungaria | Disney Channel Hungary       | 19 februarie 2016 | A láthatatlan tesó        |
| Portugalia | Disney Channel Portugalia    | 20 februarie 2016 | A Minha Irmã Invisível    |
| Italia | Disney Channel Italia        | 27 februarie 2016 | Mia sorella è invisibile! |